# Закария аль-Казвини
Абу Яхья Закария ибн Мухаммад аль-Казвини (араб. زكرياء بن محمد القزوينى‎; ок. 1203 — 1283) — арабский учёный и литератор.

## Биография
О жизни аль-Казвини сохранилось мало сведений. Родился около 1203 года в городе Казвин в арабской семье, представители которой давно поселились в Ираке Персидском. Среди своих предков аль-Казвини называл Малика ибн Анаса (основатель маликитского мазхаба в исламе). Покинул родной город в молодые годы и около 1233 г. уже жил в Дамаске, где испытал влияние известного мистика Ибн Араби. Вероятно, в эти же годы посетил в Мосуле литературоведа Дийа' ад-дина ибн аль-Асира. В правление последнего багдадского халифа аль-Мустасима (1242—1258) аль-Казвини жил в Ираке, занимал должность кади Васита и Хиллы. В последние годы жизни был сподвижником персидского учёного и историка Джувейни. Сочинения аль-Казвини были созданы в период после взятия монголами Багдада (1258) и падения халифата Аббасидов, когда он, видимо, жил уединенно. Умер в 1283 году.

## Сочинения
Сочинения аль-Казвини, компилятивные по характеру, условно называют «Космографией» и «Географией». Оба труда были иллюстрированы и снабжены картами.
В космографическое сочинении (‘Ад-жа’иб ал-махлукат ва гара’иб ал-мауджудат — «Чудеса сотворённого и диковинки существующего») в доступной и увлекательной форме повествуется о небесном (планеты, звёзды, небожители) и земном мире (минералы, растения, животные, человек). Вторая часть этого труда «Памятники городов и известия о людях» иногда считается самостоятельным произведениям. Здесь много биографических сведений о знаменитостях, в частности, о персидских поэтах. Сюда же включены и географические сведения, частично повторяющиеся в «Географии». Известно четыре редакции «Космографии».
Географическое сочинение аль-Казвини известно в двух редакциях. Первая (‘Ад-жа’иб ал-булдан — «Чудеса стран») относится к 1263 году, вторая (Асар ал-билад ва ахбар ал-’ибад — «Достопамятности стран и сообщения о рабах Аллаха»), значительно расширенная, датируется 1275 годом. «География» подразделяется на семь глав в соответствии с традиционным делением обитаемой части земли на семь климатов. Внутри каждой главы после краткого введения географические названия перечисляются по алфавиту, как в «Словаре стран» Йакута аль-Хамави.